# بیت الوادی، حماة
بیت الوادی (به عربی: بیت الوادی) یک روستا در سوریه است که در ناحیه وادی العیون واقع شده‌است. بیت الوادی ۱۵۷ نفر جمعیت دارد.